# CUS Cagliari Pallacanestro 2017-2018
Questa voce raccoglie le informazioni riguardanti il CUS Cagliari Pallacanestro nelle competizioni ufficiali della stagione 2017-2018.

## Stagione
La stagione 2017-2018 del CUS Cagliari Pallacanestro è la seconda consecutiva che disputa in Serie A2 femminile.

## Verdetti stagionali
Competizioni nazionali
- Serie A2:

stagione regolare: 13º posto su 16 squadre (8-22);

## Organigramma societario
Area dirigenziale
- Presidente: Marco Meloni

Area Sanitaria
- Medico sociale: Federico Loi

Area Tecnica
- Allenatore: Xaxa Federico
- Vice allenatore: Andrea Ghiani, Sandro Manca
- Addetto Statistiche: Dora Rivieccio
- Preparatore atletico: Roberta Mura
- Responsabile del settore giovanile: Federico Xaxa

## Rosa
|     | Naz.                                              | Ruolo | Sportivo                | Anno | Alt. |  |       |
| --- | ------------------------------------------------- | ----- | ----------------------- | ---- | ---- |  | ----- |
| 3   | Italia (bandiera)                                 | AC    | Giulia Ridolfi          | 1994 | 182  |  |       |
| 4   | Italia (bandiera)                                 | P     | Lavinia Gaetani         | 2001 | 168  |  |       |
| 5   | Italia (bandiera)                                 | P     | Chiara Rossi            | 1988 | 170  |  |       |
| 6   | Italia (bandiera)                                 | G     | Giulia Sorrentino       | 1998 | 174  |  |       |
| 7   | Italia (bandiera)                                 | PG    | Elena Borsetto          | 1993 | 174  |  |       |
| 8   | Italia (bandiera)                                 | AC    | Eugenia Caldaro         | 1996 | 178  |  |       |
| 9   | Italia (bandiera)                                 | G     | Valentina Zucca         | 2001 | 174  |  |       |
| 10  | Italia (bandiera)                                 | G     | Michela Serra           | 2002 | 170  |  |       |
| 11* | Italia (bandiera)                                 | A     | Carlotta Zucca          | 1998 | 175  |  |       |
| 11  | Nuova Zelanda (bandiera) · Inghilterra (bandiera) | AC    | Keziah-Brittany Lewis   | 1995 | 185  |  | [ 2 ] |
| 12  | Italia (bandiera)                                 | G     | Francesca Caddeo        | 2001 | 172  |  | [ 3 ] |
| 12  | Italia (bandiera)                                 | PG    | Sofia Brenda Sorbellini | 2002 | 170  |  |       |
| 13  | Italia (bandiera)                                 | P     | Alessandra Aielli       | 2000 | 160  |  |       |
| 14  | Italia (bandiera)                                 | A     | Federica Madeddu        | 2001 | 182  |  |       |
| 14  | Italia (bandiera)                                 | G     | Matilde Mancini         | 2000 | 172  |  | [ 4 ] |
| 15  | Italia (bandiera)                                 | PG    | Rachele Niola           | 1993 | 172  |  |       |
| 16  | Italia (bandiera)                                 | G     | Anna Santoru            | 2001 | 173  |  |       |
| 17  | Bosnia ed Erzegovina (bandiera)                   | C     | Nataša Tomasović        | 1993 | 186  |  | [ 5 ] |
| 18  | Italia (bandiera)                                 | PG    | Sonia Pilar Gallo       | 2001 | 170  |  | [ 6 ] |

## Mercato

### Sessione estiva
Confermato l'allenatore Federico Xaxa e le giocatrici Rachele Niola, Alessandra Aielli e Federica Madeddu; la società ha inoltre effettuato i seguenti trasferimenti:
| Acquisti         | Acquisti          | Acquisti          | Acquisti   |
| R.               | Nome              | da                | Modalità   |
| ---------------- | ----------------- | ----------------- | ---------- |
| AC               | Giulia Ridolfi    | Virtus Cagliari   | definitivo |
| P                | Chiara Rossi      | Virtus Cagliari   | definitivo |
| G                | Giulia Sorrentino | Dike Napoli       | definitivo |
| PG               | Elena Borsetto    | Alpo Basket       | definitivo |
| AC               | Eugenia Caldaro   | Vicenza           | definitivo |
| C                | Natasa Tomasovic  | Orlovi Banja Luka | definitivo |
| Altre operazioni |                   |                   |            |
| R.               | Nome              | da                | Modalità   |
| P                | Lavinia Gaetani   | giovanili         | definitivo |
| G                | Valentina Zucca   | giovanili         | definitivo |
| A                | Carlotta Zucca    | giovanili         | definitivo |
| PG               | Sonia Pilar Gallo | giovanili         | definitivo |

| Cessioni | Cessioni           | Cessioni           | Cessioni       |
| R.       | Nome               | a                  | Modalità       |
| -------- | ------------------ | ------------------ | -------------- |
| P        | Federica Alesiani  | Magnolia CB        | fine contratto |
| A        | Martina Gaslini    | -                  | fine contratto |
| G        | Giulia Lai         | -                  | fine contratto |
| C        | Giulia Vanin       | Vigarano           | fine contratto |
| AC       | Elena Riccardi     | Stella Palermo     | fine contratto |
| A        | Angela Dettori     | Umbertide          | fine contratto |
| A        | Jennifer Bertucci  | -                  | fine contratto |
| P        | Vittoria Vasapollo | -                  | fine contratto |
| AC       | Julita Bungaitė    | Verviers-Pepinster | fine contratto |
| P        | Claudia Canalis    | -                  | fine contratto |

### Sessione invernale
| Acquisti | Acquisti              | Acquisti | Acquisti   |
| R.       | Nome                  | da       | Modalità   |
| -------- | --------------------- | -------- | ---------- |
| AC       | Keziah-Brittany Lewis | -        | definitivo |

| Cessioni | Cessioni | Cessioni | Cessioni |
| R.       | Nome     | a        | Modalità |
| -------- | -------- | -------- | -------- |

## Statistiche

### Statistiche di squadra
| Competizione | Punti | In casa | In casa | In casa | In casa | In casa | In trasferta | In trasferta | In trasferta | In trasferta | In trasferta | Totale | Totale | Totale | Totale | Totale | Totale |
| Competizione | Punti | G       | V       | P       | Ptf     | Pts     | G            | V            | P            | Ptf          | Pts          | G      | V      | P      | Ptf    | Pts    | Diff.  |
| ------------ | ----- | ------- | ------- | ------- | ------- | ------- | ------------ | ------------ | ------------ | ------------ | ------------ | ------ | ------ | ------ | ------ | ------ | ------ |
| Serie A2     | 16    | 15      | 6       | 9       | 775     | 920     | 15           | 2            | 13           | 708          | 987          | 30     | 8      | 22     | 1483   | 1907   | -424   |

### Statistiche delle giocatrici
| Giocatrice              | Partite | Partite | Min. | Pun | Tiri da 2 | Tiri da 2 | Tiri da 2 | Tiri da 3 | Tiri da 3 | Tiri da 3 | Tiri Liberi | Tiri Liberi | Tiri Liberi | Rimbalzi | Rimbalzi | Rimbalzi | Palle | Palle | Stopp. | Stopp. | Ass | Falli | Falli | Val. |
| Giocatrice              | Pr      | PG      | Min. | Pun | R         | T         | %         | R         | T         | %         | R           | T           | %           | D        | O        | T        | P     | R     | S      | D      | Ass | F     | S     | Val. |
| ----------------------- | ------- | ------- | ---- | --- | --------- | --------- | --------- | --------- | --------- | --------- | ----------- | ----------- | ----------- | -------- | -------- | -------- | ----- | ----- | ------ | ------ | --- | ----- | ----- | ---- |
| Chiara Rossi            | 29      | 25      | 780  | 306 | 102       | 258       | 40        | 20        | 68        | 29        | 42          | 52          | 81          | 71       | 5        | 76       | 58    | 24    | 6      | 2      | 47  | 31    | 68    | 214  |
| Eugenia Caldaro         | 30      | 30      | 986  | 277 | 106       | 263       | 40        | 1         | 4         | 25        | 62          | 89          | 70          | 107      | 55       | 162      | 45    | 41    | 18     | 1      | 23  | 62    | 87    | 279  |
| Giulia Sorrentino       | 27      | 27      | 659  | 240 | 82        | 229       | 36        | 11        | 38        | 29        | 43          | 65          | 66          | 75       | 8        | 83       | 42    | 25    | 10     | 1      | 26  | 47    | 68    | 148  |
| Giulia Ridolfi          | 30      | 30      | 852  | 223 | 54        | 180       | 30        | 27        | 99        | 27        | 34          | 57          | 60          | 147      | 31       | 178      | 81    | 23    | 7      | 7      | 32  | 76    | 85    | 163  |
| Rachele Niola           | 30      | 29      | 741  | 121 | 40        | 100       | 40        | 5         | 51        | 10        | 26          | 44          | 59          | 96       | 34       | 130      | 89    | 41    | 4      | 6      | 59  | 81    | 53    | 112  |
| Nataša Tomasović        | 17      | 16      | 471  | 118 | 38        | 103       | 37        | 5         | 26        | 19        | 27          | 34          | 79          | 99       | 32       | 131      | 32    | 25    | 5      | 7      | 28  | 30    | 32    | 181  |
| Elena Borsetto          | 26      | 23      | 552  | 63  | 16        | 43        | 37        | 9         | 35        | 26        | 4           | 8           | 50          | 76       | 10       | 86       | 39    | 33    | 3      | 3      | 26  | 34    | 18    | 96   |
| Keziah-Brittany Lewis   | 10      | 10      | 216  | 48  | 16        | 53        | 30        | 3         | 7         | 43        | 7           | 11          | 64          | 24       | 8        | 32       | 20    | 9     | 5      | 4      | 7   | 13    | 12    | 29   |
| Valentina Zucca         | 29      | 18      | 194  | 34  | 10        | 41        | 24        | 2         | 12        | 17        | 8           | 10          | 80          | 27       | 2        | 29       | 25    | 7     | 3      | 2      | 4   | 3     | 15    | 17   |
| Federica Madeddu        | 15      | 12      | 166  | 21  | 9         | 24        | 38        |           |           |           | 3           | 6           | 50          | 21       | 5        | 26       | 12    | 5     | 2      | 2      | 6   | 12    | 6     | 22   |
| Lavinia Gaetani         | 27      | 20      | 206  | 17  | 7         | 31        | 23        | 0         | 8         | 0         | 3           | 9           | 33          | 19       | 14       | 33       | 32    | 7     | 1      |        | 8   | 26    | 10    | -22  |
| Anna Santoru            | 17      | 7       | 54   | 5   | 2         | 14        | 14        |           |           |           | 1           | 2           | 50          | 10       | 3        | 13       | 5     | 3     | 2      | 1      |     | 9     | 1     | -6   |
| Matilde Mancini         | 14      | 8       | 53   | 2   | 1         | 8         | 12        | 0         | 1         | 0         |             |             |             | 3        |          | 3        | 2     |       | 1      | 1      |     | 3     | 2     | -6   |
| Alessandra Aielli       | 21      | 4       | 22   | 2   | 1         | 2         | 50        | 0         | 1         | 0         |             |             |             | 1        | 1        | 2        | 3     | 1     |        |        | 1   | 1     | 1     | 1    |
| Carlotta Zucca          | 11      | 4       | 33   | 2   | 1         | 3         | 33        |           |           |           |             |             |             | 1        | 1        | 2        | 4     | 2     |        |        | 1   |       |       | 1    |
| Francesca Caddeo        | 4       | 3       | 26   | 2   | 1         | 2         | 50        |           |           |           |             |             |             | 1        |          | 1        | 6     | 1     |        |        | 2   | 1     |       | -2   |
| Sofia Brenda Sorbellini | 1       | 1       | 5    | 2   | 1         | 2         | 50        | 0         | 1         | 0         |             |             |             | 1        | 1        | 2        | 1     |       |        |        |     | 1     |       |      |
| Michela Serra           | 3       | 3       | 10   | 0   | 0         | 1         | 0         |           |           |           |             |             |             | 1        |          | 1        |       |       |        |        |     | 3     | 1     | -2   |
| Sonia Pilar Gallo       | 2       | 0       |      |     |           |           |           |           |           |           |             |             |             |          |          |          |       |       |        |        |     |       |       |      |